# Mioscarta rubens
Mioscarta rubens är en insektsart som beskrevs av Schmidt 1909. Mioscarta rubens ingår i släktet Mioscarta och familjen spottstritar. Inga underarter finns listade i Catalogue of Life.